# アナトリイ・ノビコフ
アナトリイ・ノビコフ（Anatoliy Terentiyovych Novikov  1947年1月17日 - ）は、旧ソ連のウクライナ・ハルキウ出身の柔道選手。階級は軽中量級。身長174cm。体重70kg。

## 人物
1972年ミュンヘンオリンピックでは準決勝で野村豊和に一本負けを喫したが、銅メダルを獲得した。翌年の世界選手権では5回戦で野村を双手刈で破ったものの、準決勝で東ドイツのディートマール・ヘトガーに袈裟固で敗れて3位にとどまった。

## 主な戦績
- 1970年 - ソ連国際　優勝
- 1971年 - ポーランド国際　3位
- 1972年 - ポーランド国際　優勝
- 1972年 - ヨーロッパ選手権　2位
- 1972年 - ミュンヘンオリンピック　3位
- 1973年 - 世界選手権　3位